# Léopold Degraeveleyn
Léopold Degraeveleyn (* 6. Januar 1928 in Kortrijk; † 20. März 2008 ebenda) war ein belgischer Radrennfahrer.

## Sportliche Laufbahn
Degraeveleyn war im Straßenradsport aktiv. 1949 gewann er eine Etappe der Belgien-Rundfahrt für Amateure.
Von 1950 bis 1957 war er Unabhängiger und Berufsfahrer. 1953 siegte er im Eintagesrennen Kuurne–Brüssel–Kuurne vor André Pieters. 1953 wurde er Dritter im Circuit du Port de Dunkerque, 1956 kam er im Schals Sels auf den dritten Platz.
Im Giro d’Italia 1953, den er für das Radsportteam Mercier bestritten hatte, war er ausgeschieden.